# Tour de Suisse 2007
Tour de Suisse 2007 var den 71. udgave af cykelløbet Tour de Suisse, og blev arrangeret 16.-24. juni 2007 i Schweiz. Løbet gik i løbet af de 10 etaper også igennem nabolandene Liechtenstein og Østrig.
Løbet startede med en prolog i Olten, og første etape gik til Luzern og afsluttede med en enkeltstart i Bern.
21 hold deltagede i løbet; alle ProTour-holdene, samt kontinentalholdet Team Volksbank.

## Etaperne

### Prolog:Olten, 3,8 km (ITT)
| 16-06-2007 \| \| Rytter \| Nation \| Hold \| Tid \| UCI ProTour Point \| \| - \| ------------------- \| ---------- \| ---- \| ------ \| ----------------- \| \| 1 \| Fabian Cancellara \| Schweiz \| CSC \| 04.20 \| 3 point \| \| 2 \| Daniele Bennati \| Italien \| LAM \| + 0.08 \| 2 point \| \| 3 \| José Ivan Gutierrez \| Spanien \| GCE \| + 0.09 \| 1 point \| \| 4 \| William Bonnet \| Frankrig \| C.A \| + 0.10 \| \| \| 5 \| Stuart O'Grady \| Australien \| CSC \| s.t. \| \| |                     |            |      |        |                   |
| | Rytter              | Nation     | Hold | Tid    | UCI ProTour Point |
| 1 | Fabian Cancellara   | Schweiz    | CSC  | 04.20  | 3 point           |
| 2 | Daniele Bennati     | Italien    | LAM  | + 0.08 | 2 point           |
| 3 | José Ivan Gutierrez | Spanien    | GCE  | + 0.09 | 1 point           |
| 4 | William Bonnet      | Frankrig   | C.A  | + 0.10 |                   |
| 5 | Stuart O'Grady      | Australien | CSC  | s.t.   |                   |

### 2. etape: Olten –Luzern, 158.6 km
|   | Rytter            | Nation     | Hold | Tid     | UCI ProTour Point |
| - | ----------------- | ---------- | ---- | ------- | ----------------- |
| 1 | Erik Zabel        | Tyskland   | MRM  | 4:04.56 | 3 point           |
| 2 | Daniele Bennati   | Italien    | LAM  | s.t.    | 2 point           |
| 3 | Fabian Cancellara | Schweiz    | CSC  | s.t.    | 1 point           |
| 4 | Stuart O'Grady    | Australien | CSC  | s.t.    |                   |
| 5 | Murilo Fisher     | Brasilien  | LIQ  | s.t.    |                   |

|   | Rytter              | Nation     | Hold | Tid     |
| - | ------------------- | ---------- | ---- | ------- |
| 1 | Fabian Cancellara   | Schweiz    | CSC  | 4:09.10 |
| 2 | Daniele Bennati     | Italien    | LAM  | + 0.07  |
| 3 | José Ivan Gutierrez | Spanien    | GCE  | + 0.15  |
| 4 | William Bonnet      | Frankrig   | C.A  | + 0.16  |
| 5 | Stuart O'Grady      | Australien | CSC  | s.t.    |

### 3. etape:Brunnen–Nauders, 228.7 km
|   | Rytter           | Nation     | Hold | Tid     | UCI ProTour Point |
| - | ---------------- | ---------- | ---- | ------- | ----------------- |
| 1 | Alessandro Proni | Italien    | QSI  | 6:02.17 | 3 point           |
| 2 | Xavier Florencio | Spanien    | BTL  | + 0.07  | 2 point           |
| 3 | Kim Kirchen      | Luxembourg | TMO  | s.t.    | 1 point           |
| 4 | Cristian Moreni  | Italien    | COF  | s.t.    |                   |
| 5 | Fränk Schleck    | Luxembourg | CSC  | s.t.    |                   |

|   | Rytter            | Nation     | Hold | Tid      |
| - | ----------------- | ---------- | ---- | -------- |
| 1 | Fabian Cancellara | Schweiz    | CSC  | 10:11.34 |
| 2 | Alessandro Proni  | Italien    | QSI  | + 0.02   |
| 3 | Kim Kirchen       | Luxembourg | TMO  | + 0.14   |
| 4 | Xavier Florencio  | Spanien    | BTL  | + 0.15   |
| 5 | Martin Elmiger    | Schweiz    | A2R  | + 0.17   |

### 4. etape: Nauders –Triesenberg-Malbun, 167.2 km
|   | Rytter           | Nation     | Hold | Tid     | UCI ProTour Point |
| - | ---------------- | ---------- | ---- | ------- | ----------------- |
| 1 | Fränk Schleck    | Luxembourg | CSC  | 4:20.37 | 3 point           |
| 2 | Vladimir Efimkin | Rusland    | GCE  | + 0.32  | 2 point           |
| 3 | Ángel Gómez      | Spanien    | SDV  | + 0.42  | 1 point           |
| 4 | Matteo Carrara   | Italien    | UNI  | + 0.48  |                   |
| 5 | Kim Kirchen      | Luxembourg | TMO  | s.t.    |                   |

|   | Rytter           | Nation     | Hold | Tid      |
| - | ---------------- | ---------- | ---- | -------- |
| 1 | Fränk Schleck    | Luxembourg | CSC  | 14:32.24 |
| 2 | Vladimir Efimkin | Rusland    | GCE  | + 0.49   |
| 3 | Kim Kirchen      | Luxembourg | TMO  | s.t.     |
| 4 | Ángel Gómez      | Spanien    | SDV  | + 0.58   |
| 5 | Matteo Carrara   | Italien    | UNI  | + 01.05  |

### 5. etape:Vaduz–Giubiasco, 194.1 km
|   | Rytter          | Nation     | Hold | Tid     | UCI ProTour Point |
| - | --------------- | ---------- | ---- | ------- | ----------------- |
| 1 | Robbie McEwen   | Australien | PRL  | 4:55.39 | 3 point           |
| 2 | Daniele Bennati | Italien    | LAM  | s.t.    | 2 point           |
| 3 | Erik Zabel      | Tyskland   | MRM  | s.t.    | 1 point           |
| 4 | Murilo Fisher   | Brasilien  | LQI  | s.t.    |                   |
| 5 | Cristian Moreni | Italien    | COF  | s.t.    |                   |

|   | Rytter           | Nation     | Hold | Tid      |
| - | ---------------- | ---------- | ---- | -------- |
| 1 | Fränk Schleck    | Luxembourg | CSC  | 19:28.03 |
| 2 | Vladimir Efimkin | Rusland    | GCE  | + 0.49   |
| 3 | Kim Kirchen      | Luxembourg | TMO  | s.t.     |
| 4 | Ángel Gómez      | Spanien    | SDV  | + 0.58   |
| 5 | Matteo Carrara   | Italien    | UNI  | + 01.05  |

### 6. etape:Giubiasco–Crans-Montana, 190.5 km
|   | Rytter           | Nation  | Hold | Tid     | UCI ProTour Point |
| - | ---------------- | ------- | ---- | ------- | ----------------- |
| 1 | Thomas Dekker    | Holland | RAB  | 2:28.00 | 3 point           |
| 2 | Gerrit Glomser   | Østrig  | VOL  | + 0.08  | N/A               |
| 3 | Gilberto Simoni  | Italien | SDV  | + 0.11  | 1 point           |
| 4 | Vladimir Karpets | Rusland | GCE  | s.t.    |                   |
| 5 | Damiano Cunego   | Italien | SDV  | s.t.    |                   |

|   | Rytter           | Nation     | Hold | Tid      |
| - | ---------------- | ---------- | ---- | -------- |
| 1 | Vladimir Efimkin | Rusland    | GCE  | 21:57.03 |
| 2 | Ángel Gómez      | Spanien    | SDV  | + 0.09   |
| 3 | Fränk Schleck    | Luxembourg | CSC  | + 0.21   |
| 4 | Matteo Carrara   | Italien    | UNI  | + 0.26   |
| 5 | Vladimir Karpets | Rusland    | GCE  | + 0.30   |

### 7. etape:Ulrichen–Grimselpass, 125.7 km
|   | Rytter           | Nation   | Hold | Tid     | UCI ProTour Point |
| - | ---------------- | -------- | ---- | ------- | ----------------- |
| 1 | Vladimir Gusev   | Rusland  | DSC  | 3:53.50 | 3 point           |
| 2 | Chris Horner     | USA      | PRL  | + 02.02 | 2 point           |
| 3 | Andreas Klöden   | Tyskland | AST  | + 02.37 | 1 point           |
| 4 | Marzio Bruseghin | Italien  | LAM  | s.t.    |                   |
| 5 | Beat Zberg       | Schweiz  | GST  | + 03.00 |                   |

|   | Rytter           | Nation     | Hold | Tid      |
| - | ---------------- | ---------- | ---- | -------- |
| 1 | Vladimir Efimkin | Rusland    | GCE  | 24:55.08 |
| 2 | Kim Kirchen      | Luxembourg | TMO  | + 0.24   |
| 3 | Vladimir Karpets | Rusland    | GCE  | + 0.30   |
| 4 | Matteo Carrara   | Italien    | UNI  | + 0.31   |
| 5 | Fränk Schleck    | Luxembourg | CSC  | + 0.33   |

### 8. etape:Innertkirchen–Schwarzsee, 152.5 km
|   | Rytter            | Nation   | Hold | Tid     | UCI ProTour Point |
| - | ----------------- | -------- | ---- | ------- | ----------------- |
| 1 | Rigoberto Uran    | Colombia | UNI  | 3:28.51 | 3 point           |
| 2 | Cristian Moreni   | Italien  | COF  | + 0.02  | 2 point           |
| 3 | Andreas Klöden    | Tyskland | AST  | s.t.    | 1 point           |
| 4 | Stefan Schumacher | Tyskland | GST  | s.t.    |                   |
| 5 | Gerrit Glomser    | Østrig   | VOL  | s.t.    |                   |

|   | Rytter           | Nation     | Hold | Tid      |
| - | ---------------- | ---------- | ---- | -------- |
| 1 | Vladimir Efimkin | Rusland    | GCE  | 29:24.01 |
| 2 | Kim Kirchen      | Luxembourg | TMO  | + 0.24   |
| 3 | Vladimir Karpets | Rusland    | GCE  | + 0.30   |
| 4 | Matteo Carrara   | Italien    | UNI  | + 0.31   |
| 5 | Fränk Schleck    | Luxembourg | CSC  | + 0.33   |

### 9. etape:Bern, 34.2 km (ITT)
|   | Rytter            | Nation   | Hold | Tid     | UCI ProTour Point |
| - | ----------------- | -------- | ---- | ------- | ----------------- |
| 1 | Fabian Cancellara | Schweiz  | CSC  | 41:46   | 3 point           |
| 2 | Andreas Klöden    | Tyskland | AST  | + 0.20  | 2 point           |
| 3 | Stefan Schumacher | Tyskland | GST  | + 0.33  | 1 point           |
| 4 | Stijn Devolder    | Belgien  | DSC  | + 01.04 |                   |
| 5 | Vladimir Gusev    | Rusland  | DSC  | + 01.05 |                   |

|   | Rytter           | Nation     | Hold | Tid      |
| - | ---------------- | ---------- | ---- | -------- |
| 1 | Vladimir Karpets | Rusland    | GCE  | 30:07.23 |
| 2 | Kim Kirchen      | Luxembourg | TMO  | + 01.04  |
| 3 | Stijn Devolder   | Belgien    | DSC  | + 01.30  |
| 4 | Matteo Carrara   | Italien    | UNI  | s.t.     |
| 5 | Damiano Cunego   | Italien    | LAM  | + 01.41  |

## Sammenlagt
|    | Rytter           | Nation     | Hold | Tid      | UCI ProTour Point |
| -- | ---------------- | ---------- | ---- | -------- | ----------------- |
| 1  | Vladimir Karpets | Rusland    | GCE  | 30:07.23 | 50                |
| 2  | Kim Kirchen      | Luxembourg | TMO  | + 1.04   | 40                |
| 3  | Stijn Devolder   | Belgien    | DSC  | + 1.30   | 35                |
| 4  | Matteo Carrara   | Italien    | UNI  | s.t.     | 30                |
| 5  | Damiano Cunego   | Italien    | LAM  | + 1.41   | 25                |
| 6  | Vladimir Efimkin | Rusland    | GCE  | + 1.46   | 20                |
| 7  | Frank Schleck    | Luxembourg | CSC  | + 1.47   | 15                |
| 8  | Gerrit Glomser   | Østrig     | VBG  | + 2.50   | 10                |
| 9  | Rigoberto Uran   | Colombia   | UNI  | + 3.16   | 5                 |
| 10 | Andreas Klöden   | Tyskland   | AST  | + 3.19   | 2                 |

## Eksterne links
- Officiel hjemmeside